# Траньки
Траньки — деревня в Опочецком районе Псковской области. Входит в состав Глубоковской волости.
Расположена к юго-западу от озера Глубокое, в 29 км к юго-востоку от города Опочка и в 4 км к юго-западу от волостного центра, деревни Глубокое.
Численность населения по состоянию на 2000 год составляла 20 человек.